# Condor A580

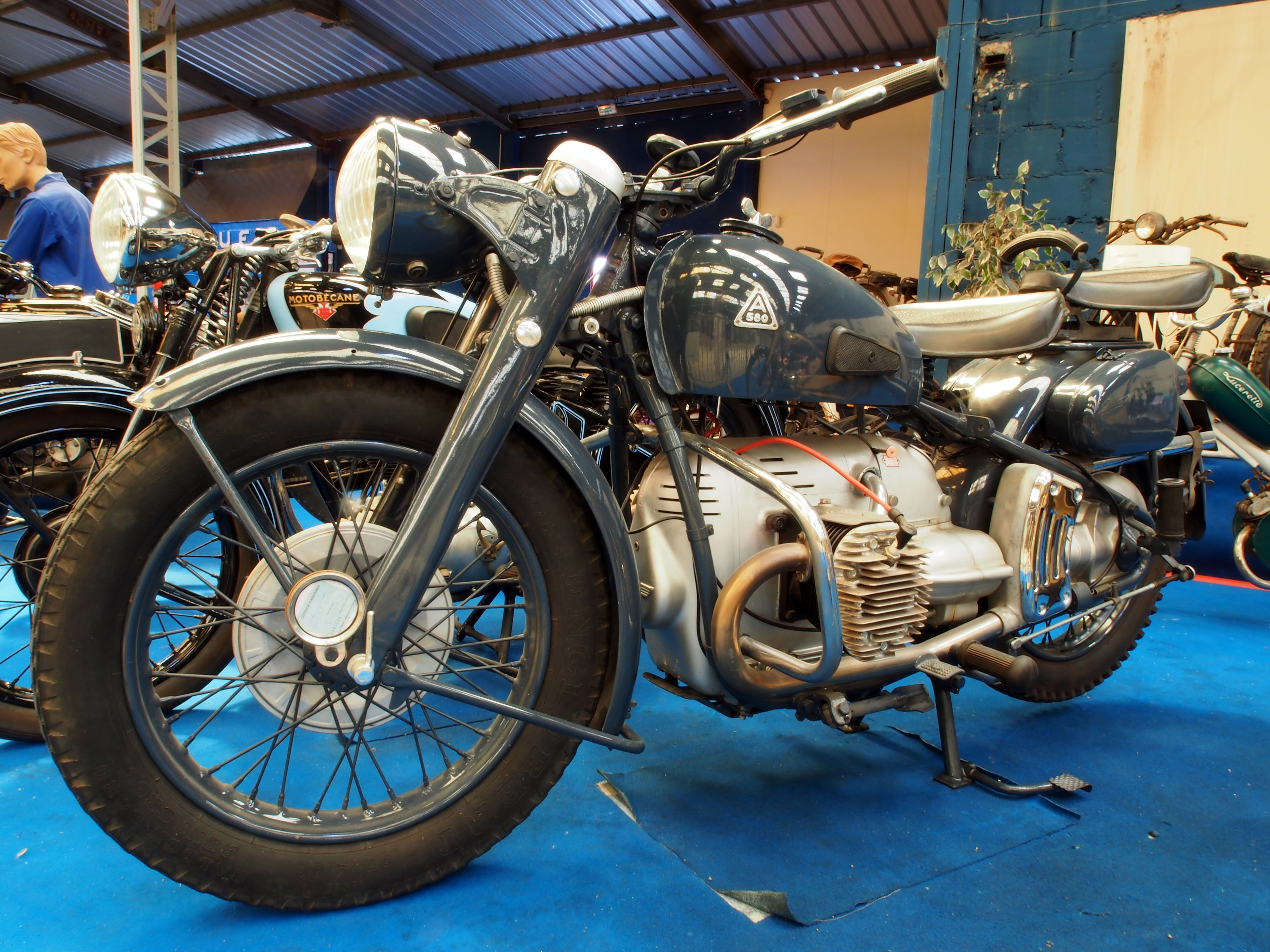
A580 Bj. 1949

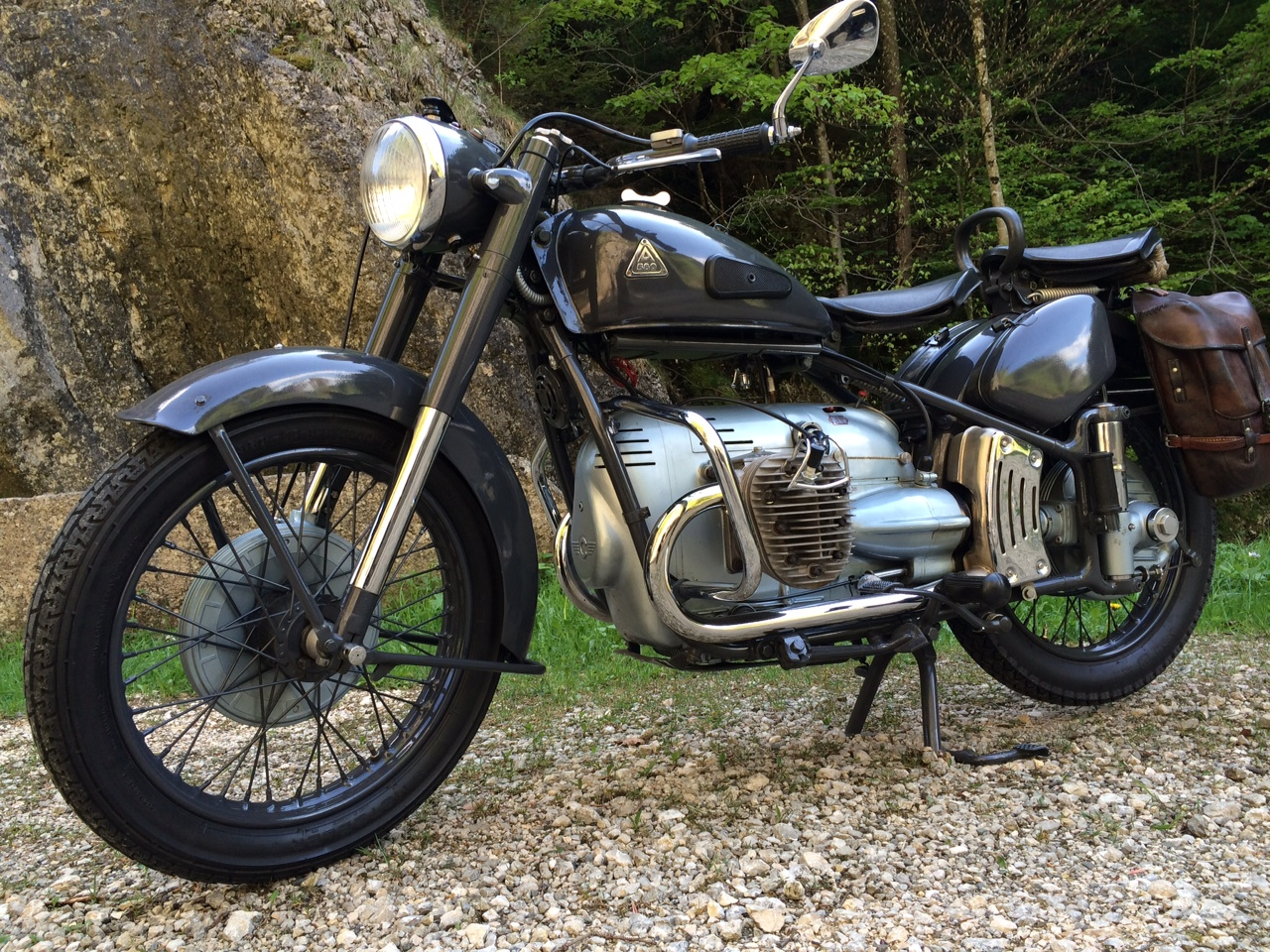
Condor A580 I

Die Condor A580 war ein Motorrad des Schweizer Herstellers Condor-Werke AG in Courfaivre. Für die Schweizer Armee baute Condor Einzylindermotorräder in geringer Stückzahl. Während des Zweiten Weltkriegs entwickelte 1944/45 Edgar Fricker die A580 für die Armee und die C580 als zivile Version. Die A 580 hatte einen Zweizylinder-Boxermotor mit seitengesteuerten Ventilen und Kardanantrieb.
In älteren Militärmaschinen waren Mag Motore verbaut, man wollte sich unabhängig machen, alles sollte von einer Schweizer Firma hergestellt werden. Condor entwickelte also nach deutschem Vorbild ein Militärmotorrad, wartungsfreundlich, robust für das gebirgige Gelände der Schweiz bestens geeignet. Der Motor ist seitengesteuert, nicht gerade optimal für maximale Leistung, zu dieser Zeit waren eigentlich oben stehende Ventile angesteuert über Kipphebel und Stößelstangen Stand der Technik. Allerdings zeigte sich diese Version als sehr robust, in Verbindung mit den Hydrostößeln als sehr wartungsarm.

## Technik
Der Rahmen besteht aus zwei Rohrschleifen, die sich im Bereich des Tanks zu einem Rohr verbinden. Die Teleskop-Vorderradgabel vom Typ Mecascopic ist ungedämpft, am Hinterrad war eine Geradwegfederung eingebaut. Die ersten Modelle hatten noch einen starren Rahmen und eine Parallelogrammgabel. Die vordere Alubremstrommel mit 270 mm Durchmesser ist zwischen Rad und Gabel rechts montiert und mit drei Bolzen mit dem Rad verschraubt. In der gleich grossen, links montierten Bremstrommel am Hinterrad ist das Tellerrad des Kardanantriebs befestigt und wird als kombinierte Brems-Antriebseinheit ebenfalls mit drei Bolzen am Hinterrad befestigt. Die Räder sind untereinander austauschbar und mit Steckachsen versehen. Die Bereifung hat die Grösse 3,25 × 19.

## Motor
Der Zweizylinder-Viertakt-Boxermotor hat mit 70 mm Bohrung und 75,2 mm Hub einen Hubraum von 577 cm³. Die Leistung beträgt 20 PS bei 4400/min. Der Motor ist seitengesteuert mit Hydrostösseln. Die Motorschmierung übernimmt eine Zahnradpumpe, die Zündung erfolgt durch eine Scintilla-Batteriezündung. Der Vergaser, ein OBA Typ 30 ist zusammen mit einem Nassluftfilter unter einem Gehäusedeckel über dem Getriebe angeordnet. Durch die stehenden Ventile bauen die Zylinder kürzer als bei den BMW-Boxermotoren und so ist dieser Motor schmäler und gewährleistet eine grössere Schräglage. Die Auspuffanlage besteht aus jeweils einem Rohr pro Zylinder das zu einem Schalldämpferkasten neben dem Hinterrad geführt wird. Die Abgase gelangen von dort durch ein dünnes Rohr ins Freie. Das Vierganggetriebe mit Klauenschaltung ist für Geländefahrten mit einem Vorgelege ausgerüstet, so dass der Fahrer acht Gänge zur Verfügung hat. Die Kupplung ist eine Einscheibentrockenkupplung.

## Masse
- Gesamtlänge = 2150 mm
- Gesamtbreite = 760 mm
- Gesamthöhe = 1050 mm
- Sattelhöhe = 750 mm
- Bodenfreiheit = 170 mm
- Tankinhalt = 14 Liter

## Versionen
- C580 1944 vorgestellt, ab 1947 ausgeliefert,
- A580 Armeeversion ab 1949
- C580 T(ourisme) 1948
- C580 TN (Tour Normal) 1949
- C580 Tl 1950
- A580-I 1951
- C580 Rally und C 580 TNS 1954